# Амріт

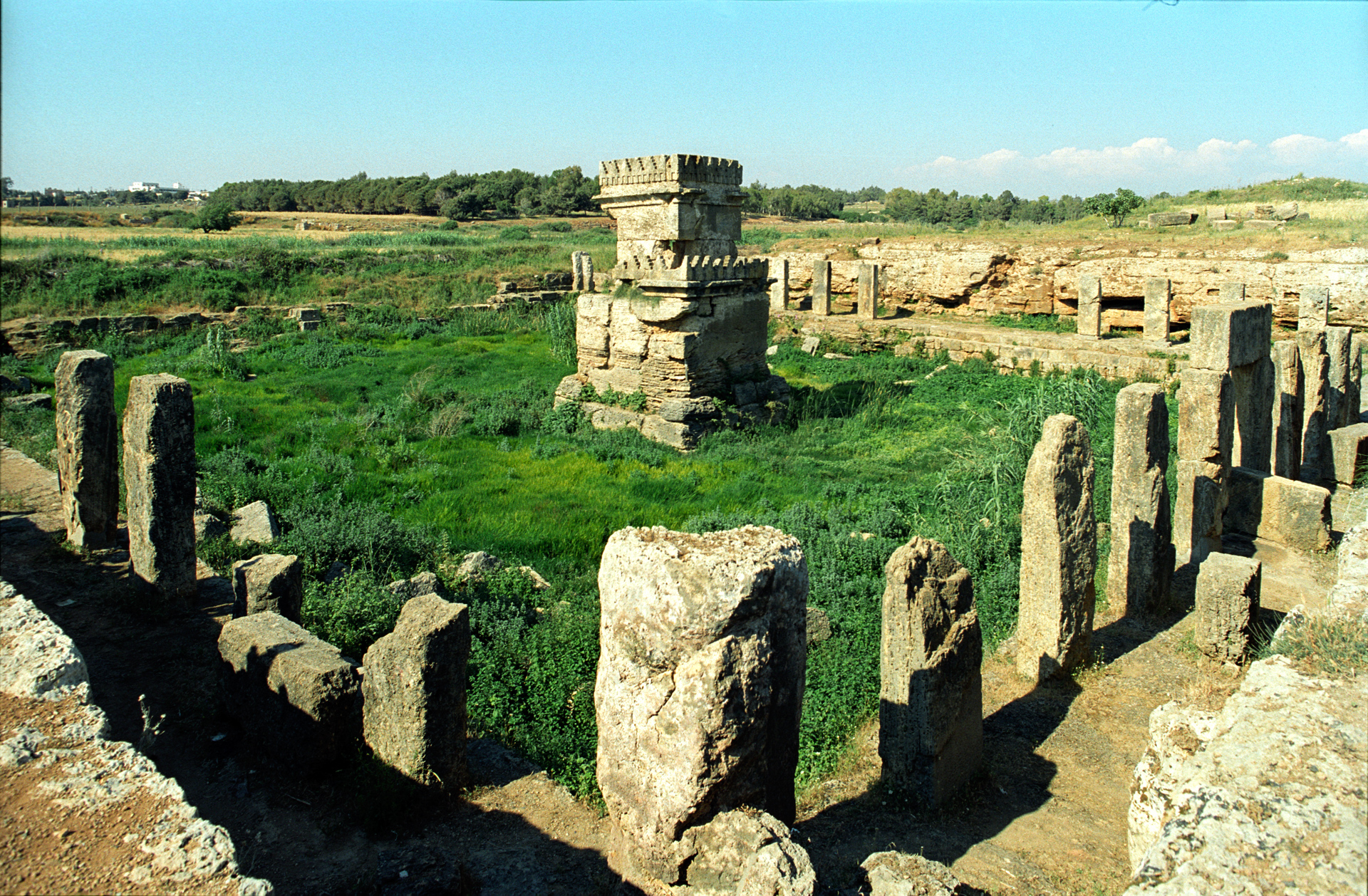
Руїни великого святилища (Маабед) в Амріті

Амріт, Маратос (фінік. , дав.-гр. Μάραθος, араб. عمريت) — стародавнє місто на східному узбережжі Середземного моря, нині — Тель-Амріт у Сирії між річками Нахр Амріт і Нахр ель-Кублех.
Виник наприкінці III тис. до н. е. ст. до н. е. як фінікійське поселення - навколо святилища, нині відомого як Маабед.  Наприкінці XVIII ст. до н. е. поселення було зруйноване (можливо гіксосами) і відбудоване через сторіччя мешканцями сусіднього Арвада, що перетворили Амріт на один із своїх портів на узбережжі (сам Арвад був розташований на острові). 
У XV ст. до н. е. був приєднаний до Єгипту. За однією з версій саме єгиптяни дали місту назву Амріт - від єгипетського mrwt, "пальми". Особливого розвитку місто набуло за перських часів, коли був перебудований Маабед і зведені інші монументальні споруди, що збереглися донині.
Саме Амріт - під час завоювання Фінікії - обрав своєю тимчасовою резиденцією Александр Македонський. Місто отримало грецьке ім'я - Маратос або Марафос, імовірно на честь аттичного Марафона. 
Після розпаду держави Александра Амріт разом з Арвадом опинився під "опікою" Селевкідів. Проте у 286 р. до н. е. місто захопили єгиптяни, що намагалися перетворити Амріт на конкурента Арвада. Суперечки між цими двома сусідніми містами швидко перетворилися на популярний сюжет у тогочасній літературі. 
У 218 р. до н. е. Антіох III відбив Амріт в єгиптян і передав його під владу Арвада, у 167 р. до н. е. місто увійшло до складу селевкідської держави. Александр Бала після своєї перемоги у 150 р. до н. е. оголосив про повернення Амріта Арваду, але на практиці цього не відбулося. У 145 р. до н. е. в державі Селевкідів спалахнула нова громадянська війна, під час якої Амріт був зруйнований. 